# The Bootleg Series Vol. 9 - The Witmark Demos: 1962-1964
The Bootleg Series Vol. 9 – The Witmark Demos: 1962–1964 è un album di registrazioni demo di Bob Dylan eseguite per la Leeds Music e la M. Witmark & Sons, tra il 1962 e il 1964. Il disco, pubblicato il 19 ottobre 2010, ha raggiunto la posizione numero 12 in classifica negli Stati Uniti e la numero 18 in Gran Bretagna.

## Descrizione
L'album contiene 47 brani in cui Dylan si accompagna da solo alla chitarra acustica, all'armonica, e occasionalmente al pianoforte. Queste registrazioni di provini del periodo 1962-1964 erano disponibili solamente su bootleg fino all'uscita nel 1991 del disco The Bootleg Series Volumes 1-3 (Rare & Unreleased) 1961-1991, che includeva tre di esse. Un quarto demo, una versione di Don't Think Twice, It's All Right, venne poi inclusa in The Bootleg Series Vol. 7: No Direction Home: The Soundtrack del 2005. Le restanti tracce degli "Witmark Demos" ebbero la loro prima pubblicazione ufficiale su questa raccolta.

## Tracce
Tutti i brani sono opera di Bob Dylan, eccetto dove indicato.

### Disco 1
1. Man on the Street (frammento) – 1:07
2. Hard Times in New York Town – 1:57
3. Poor Boy Blues – 3:01
4. Ballad for a Friend – 2:23
5. Rambling, Gambling Willie – 3:38
6. Talking Bear Mountain Picnic Massacre Blues – 3:42
7. Standing on the Highway – 2:32
8. Man on the Street – 1:30
9. Blowin' in the Wind – 2:38
10. Long Ago, Far Away – 2:29
11. A Hard Rain's A-Gonna Fall – 6:49
12. Tomorrow Is a Long Time – 3:46
13. The Death of Emmett Till – 4:32
14. Let Me Die In My Footsteps – 1:37
15. Ballad of Hollis Brown – 4:08
16. Quit Your Low Down Ways – 2:50
17. Baby, I'm in the Mood for You – 1:36
18. Bound to Lose, Bound to Win – 1:19
19. All Over You – 3:52
20. I'd Hate to Be You on That Dreadful Day – 2:00
21. Long Time Gone – 3:46
22. Talkin' John Birch Paranoid Blues – 3:17
23. Masters of War – 4:23
24. Oxford Town – 2:33
25. Farewell – 3:58

### Disco 2
1. Don't Think Twice, It's All Right – 3:38 – Precedentemente pubblicata in The Bootleg Series Volume VII
2. Walkin' Down the Line – 3:23 – Precedentemente pubblicata in The Bootleg Series Volume I
3. I Shall Be Free No. 10 – 4:30
4. Bob Dylan's Blues – 1:58
5. Bob Dylan's Dream – 3:53
6. Boots of Spanish Leather – 5:49
7. Girl from the North Country – 3:09
8. Seven Curses – 3:13
9. Hero Blues – 1:36
10. Whatcha Gonna Do? – 3:36
11. Gypsy Lou – 3:45
12. Ain't Gonna Grieve – 1:28
13. John Brown – 4:19
14. Only a Hobo – 2:25
15. When the Ship Comes In – 2:56 – Precedentemente pubblicata in The Bootleg Series Volume I
16. The Times They Are a-Changin' – 3:03 – precedentemente pubblicata in The Bootleg Series Volume I
17. Paths of Victory – 4:11
18. Guess I'm Doing Fine – 4:08
19. Baby, Let Me Follow You Down – 1:56 (Eric Von Schmidt, Reverendo Gary Davis, Dave Van Ronk)
20. Mama, You Been on My Mind – 2:14
21. Mr. Tambourine Man – 5:55
22. I'll Keep It with Mine – 3:34

### Limited Edition bonus disc:In Concert: Brandeis University 1963
In Concert: Brandeis University 1963 è un disco bonus presente solo nella limited edition di Bootleg Series Vol. 9 o nel cofanetto The Original Mono Recordings a seconda dei distributori.